# Lyonia affinis
Lyonia affinis là một loài thực vật có hoa trong họ Thạch nam. Loài này được (A. Rich.) Urb. mô tả khoa học đầu tiên năm 1925.